# Christophe Lacroix
Christophe Lacroix (Huy, 22 dicembre 1966) è un politico belga vallone, membro del Partito Socialista ed ex ministro del governo vallone e senatore. Dal 20 maggio 2019 è deputato federale.

## Biografia
Lacroix ha conseguito un master in storia presso l'Università di Liegi. Ha lavorato presso l'Istituto Nazionale di Statistica del Ministero degli Affari Economici, dopo di che è stato responsabile scientifico al Ministero vallone dei trasporti dal 1991 al 1999. Dal 1999 al 2004 è stato addetto al gabinetto del ministro vallone Michel Daerden. Successivamente, è stato per breve tempo direttore delle comunicazioni presso l'Agenzia delle comunicazioni vallona e dal 2004 al 2006 come consigliere del gabinetto del ministro vallone Philippe Courard.
Alle elezioni comunali del 1988, è stato eletto membro del consiglio comunale di Wanze per il PS, incarico che ha mantenuto fino al 2006. Dal 1995 al 2006, è stato anche primo consigliere comunale. Dal 2006 al 2012 è stato consigliere provinciale della provincia di Liegi e deputato provinciale dal 2006 al 2012. A partire dal 2012 è nuovamente consigliere comunale di Wanze mentre nell'ottobre 2017 è diventato sindaco della città.

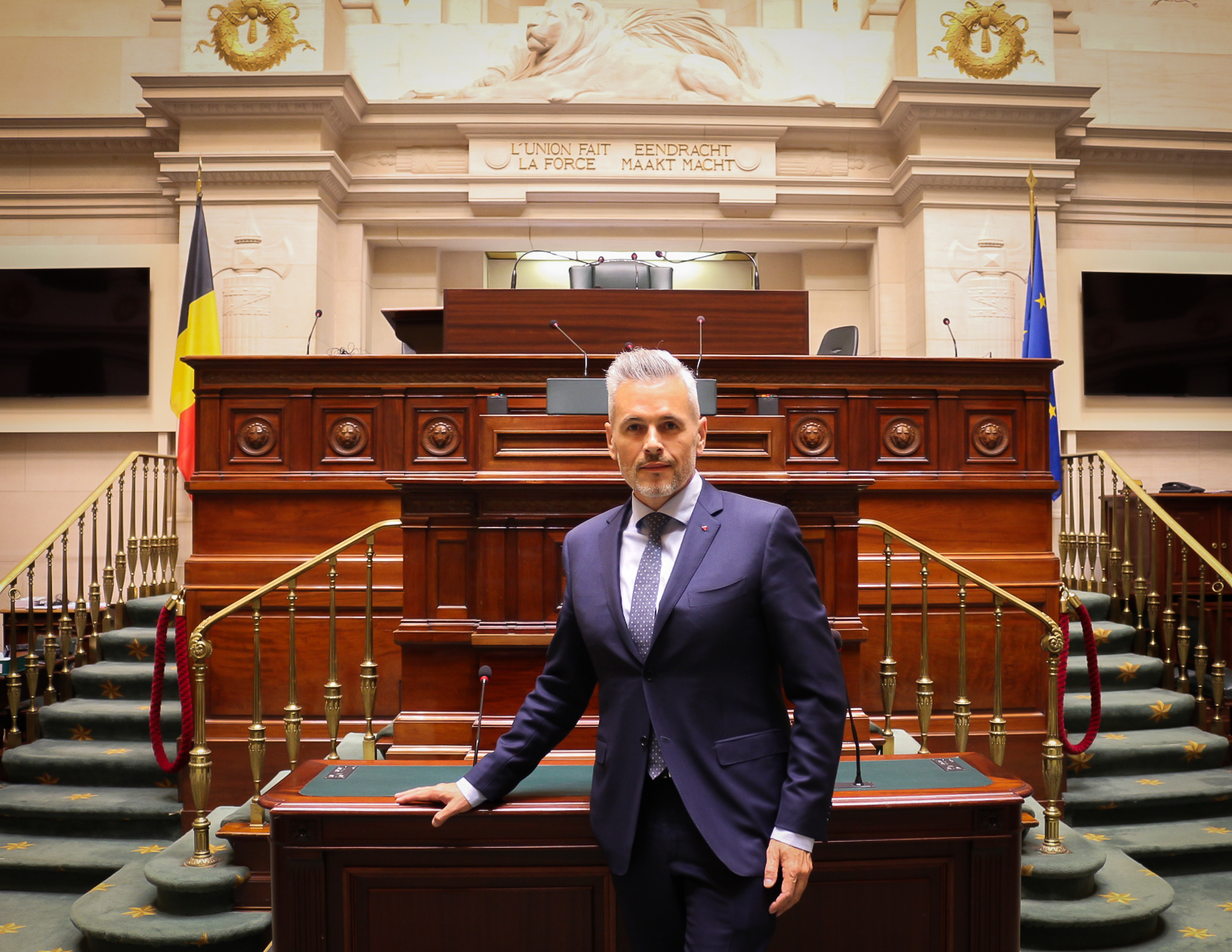
Christophe Lacroix alla Camera dei rappresentanti il 20 giugno 2019.

Nel novembre 2012 si è dimesso da deputato per succedere a Guy Coëme nella Camera dei rappresentanti ed è anche diventato membro del Consiglio consultivo interparlamentare del Benelux. Nelle elezioni del 2014 non è stato rieletto divenendo senatore cooptato e presidente del gruppo PS di questa camera. Tuttavia, è rimasto per un periodo breve in carica, quando il suo partito lo ha nominato ministro nel governo vallone il 22 luglio 2014. Le sue responsabilità comprendevano il bilancio, la funzione pubblica, la semplificazione amministrativa e, da gennaio 2017, anche l'energia. Nel luglio 2017, ha perso le sue funzioni ministeriali a causa di un cambio di coalizione all'interno del governo vallone.
Ritornò nuovamente senatore cooptato e presidente del gruppo PS al Senato. Dopo le elezioni del 2019, è tornato a far parte della Camera dei rappresentanti.